# Yllenus
Yllenus  (лат.) — род аранеоморфных пауков из подсемейства Amycinae в семействе пауков-скакунов (Salticidae).

## Распространение
Палеарктика. Почти все виды распространены в Северной Африке, на Ближнем Востоке и в Азии, и только пять вида распространены в Европе (Yllenus horvathi, Yllenus squamifer, Yllenus arenarius, Yllenus vittatus, Yllenus univittatus).

## Описание
Длина тела от 3 до 7 мм.

## Экология
Преимущественно в полупустынных и степных регионах. Вид Yllenus arenarius строит своеобразные шёлковые гнёзда под песком в песчаных дюнах.

## Виды
- Yllenus albifrons (Lucas, 1846) — Северная Африка, Ближний Восток
- Yllenus albocinctus (Kroneberg, 1875) — от Турции до Китая
- Yllenus algarvensis Logunov & Marusik, 2003 — Португалия
- Yllenus aralicus Logunov & Marusik, 2003 — Азербайджан, Туркменистан
- Yllenus arenarius Menge, 1868 — Центральная и Восточная Европа
- Yllenus auriceps (Denis, 1966) — Ливия
- Yllenus auspex (O. P.-Cambridge, 1885) — Монголия, Китай
- Yllenus bactrianus Andreeva, 1976 — Таджикистан
- Yllenus bajan Prószynski, 1968 — Монголия, Китай
- Yllenus bakanas Logunov & Marusik, 2003 — Казахстан
- Yllenus baltistanus Caporiacco, 1935 — Индия
- Yllenus bator Prószynski, 1968 — Монголия, Китай
- Yllenus bucharensis Logunov & Marusik, 2003 — Узбекистан
- Yllenus caspicus Ponomarev, 1978 — Россия,, Азербайджан, Туркменистан
- Yllenus charynensis Logunov & Marusik, 2003 — Казахстан
- Yllenus coreanus Prószynski, 1968 — Россия, Центральная Азия, Корея, Монголия
- Yllenus dalaensis Logunov & Marusik, 2003 — Казахстан
- Yllenus desertus Wesolowska, 1991 — Монголия
- Yllenus dunini Logunov & Marusik, 2003 — Азербайджан, Казахстан
- Yllenus erzinensis Logunov & Marusik, 2003 — Россия, Монголия
- Yllenus flavociliatus Simon, 1895 — Россия, Центральная Азия, Монголия, Китай
- Yllenus gajdosi Logunov & Marusik, 2000 — Монголия
- Yllenus gavdos Logunov & Marusik, 2003 — Канарские острова, Испания, Крит
- Yllenus guseinovi Logunov & Marusik, 2003 — Азербайджан, Казахстан, Туркменистан
- Yllenus halugim Logunov & Marusik, 2003 — Израиль
- Yllenus hamifer Simon, 1895 — Монголия
- Yllenus horvathi Chyzer, 1891 — Венгрия, Болгария, Румыния, Украина
- Yllenus improcerus Wesolowska & van Harten, 1994 — Йемен
- Yllenus kalkamanicus Logunov & Marusik, 2000 — Казахстан, Китай
- Yllenus karakumensis Logunov & Marusik, 2003 — Туркменистан
- Yllenus karnai Logunov & Marusik, 2003 — Индия
- Yllenus knappi Wesolowska & van Harten, 1994 — Судан, Йемен
- Yllenus kononenkoi Logunov & Marusik, 2003 — Kyrgyzstan
- Yllenus kotchevnik Logunov & Marusik, 2003 — Туркменистан
- Yllenus kulczynskii Punda, 1975 — Монголия
- Yllenus lyachovi Logunov & Marusik, 2000 — Казахстан
- Yllenus maoniuensis (Liu, Wang & Peng, 1991) — Китай
- Yllenus marusiki Logunov, 1993 — Монголия
- Yllenus mirabilis Logunov & Marusik, 2003 — Узбекистан, Туркменистан
- Yllenus mirandus Wesolowska, 1996 — Туркменистан
- Yllenus mongolicus Prószynski, 1968 — Россия, Центральная Азия, Монголия
- Yllenus murgabicus Logunov & Marusik, 2003 — Таджикистан
- Yllenus namulinensis Hu, 2001 — Китай
- Yllenus nigritarsis Logunov & Marusik, 2003 — Туркменистан
- Yllenus nurataus Logunov & Marusik, 2003 — Узбекистан
- Yllenus pamiricus Logunov & Marusik, 2003 — Таджикистан
- Yllenus pavlenkoae Logunov & Marusik, 2003 — Казахстан
- Yllenus pseudobajan Logunov & Marusik, 2003 — Китай
- Yllenus pseudovalidus Logunov & Marusik, 2003 — Казахстан, Туркменистан
- Yllenus ranunculus Thorell, 1875 — Алжир
- Yllenus robustior Prószynski, 1968 — Китай
- Yllenus rotundiorificus Logunov & Marusik, 2000 — Монголия
- Yllenus saliens O. P.-Cambridge, 1876 — Северная Африка, Саудовская Аравия, Йемен
- Yllenus salsicola (Simon, 1937) — от Франции до Израиля
- Yllenus shakhsenem Logunov & Marusik, 2003 — Туркменистан
- Yllenus squamifer (Simon, 1881) — Португалия, Испания
- Yllenus tamdybulak Logunov & Marusik, 2003 — Узбекистан
- Yllenus tschoni (Caporiacco, 1936) — Ливия, Египет, Израиль
- Yllenus turkestanicus Logunov & Marusik, 2003 — Центральная Азия
- Yllenus tuvinicus Logunov & Marusik, 2000 — Россия
- Yllenus uiguricus Logunov & Marusik, 2003 — Казахстан
- Yllenus univittatus (Simon, 1871) — Франция, возможно Туркменистан
- Yllenus uzbekistanicus Logunov & Marusik, 2003 — Узбекистан, Туркменистан
- Yllenus validus (Simon, 1889) — от Центральной Азии до Монголии
- Yllenus vittatus Thorell, 1875 — от Восточной Европы до Казахстана
- Yllenus zhilgaensis Logunov & Marusik, 2003 — Казахстан
- Yllenus zyuzini Logunov & Marusik, 2003 — Казахстан, Туркменистан